# Лист в памет на генерала и войводата Ив. Цончев
„Лист в памет на генерала и войводата Ив. Цончев“ е български вестник, издание на Комитета „Фонд ген. Иван Цончев“ в София, България.

## История
Излиза в единствен брой на 22 февруари 1911 година. Печата се в печатница „Света София“. Вестникът е паметен лист, посветен на водача на Върховния македоно-одрински комитет генерал Иван Цончев, починал в 1910 година.